# Витербо (округ)
Округ Витербо (итал. Provincia di Viterbo) је округ у оквиру покрајине Лацио у средишњој Италији. Седиште округа покрајине и највеће градско насеље је истоимени град Витербо.
Површина округа је 3.612 км², а број становника 309.933 (2008. године).

## Природне одлике
Округ Витербо чини северозапдни део историјске области Лацио. Он се налази у средишњем делу државе, са изласком на Тиренско море. Већи део округа налази се у лацијском делу области Марема. Ова област је брдског карактера и познат по виноградарству, вину и маслинама. У овом округу се налазе се и три значајна језера Лација: Болсена, Вичо, Бракијано.

## Становништво
По последњим проценама из 2008. године у округу Витербо живи преко 300.000 становника. Густина насељености је мала, испод 90 ст/км². Јужна, нижа половина округа је знатно боље насељена. Северни, више планински део је веома ретко насељен и слабо развијен.
Поред претежног италијанског становништва у округу живе и известан број досељеника из свих делова света.

## Општине и насеља
У округу Витербо постоји 60 општина (итал. Comuni).
Најважније градско насеље и седиште округа је град Витербо (48.000 ст.) у средишњем делу округа. Други по величини је град Чивита Кастелана (17.000 ст.) у југозападном делу округа. Град Тарквинија (16.000 ст.) у западном делу округа је познат по етрурском наслеђу, па је уврштен у светску баштину.